# Woodford (stanice metra v Londýně)
Woodford je stanice metra v Londýně, otevřená 22. srpna 1856. Autobusové spojení zajišťují linky: 275, 549 a W14. Stanice se nachází v přepravní zóně 4 a leží na lince:
- Central Line mezi stanicemi South Woodford nebo Roding Valley a Buckhurst Hill nebo zde končí.

| Rok  | Počet cestujících |
| ---- | ----------------- |
| 2011 | 4,89 mil.         |
| 2012 | 4,86 mil.         |
| 2013 | 5,59 mil.         |
| 2014 | 5,87 mil.         |